# Masdevallia melanoglossa
Masdevallia melanoglossa är en orkidéart som beskrevs av Carlyle August Luer. Masdevallia melanoglossa ingår i släktet Masdevallia och familjen orkidéer. Inga underarter finns listade i Catalogue of Life.